# Abel Paz
Abel Paz (Almería, 12 agosto 1921 – Barcellona, 13 aprile 2009) è stato un anarchico, militare e storico spagnolo.
Il suo vero nome era Diego Camacho (Abel Paz era uno pseudonimo letterario). Trasferitosi con la propria famiglia a Barcellona nel 1929, iniziò a lavorare, a soli quindici anni (1935), nell'industria tessile e si iscrisse alla Confederación Nacional del Trabajo (CNT). Ha vissuto la rivoluzione del 1936 da quel privilegiato punto di osservazione che era la Barcellona delle socializzazioni operaie, ed ha conosciuto di persona la realtà delle collettivizzazioni agricole aragonesi. Tenace oppositore della dittatura franchista in patria (dove ha scontato dodici anni di carcere) e dall'esilio francese, è autore di numerosi volumi, tradotti in varie lingue. La sua ricca biblioteca (circa a 5400 volumi) e il suo archivio nel 1996 sono andati a far parte del Centro Ascaso Durruti di Montpellier. 

## Comunicato stampa di Adnkronos e di Radio Klara
Da Adnkronos, Radio Klara Valencia e Barcellona, 14 aprile 2009

## Partecipazione alla guerra civile
Nel luglio 1936, all'inizio della guerra civile spagnola e della rivoluzione in Spagna si arruola nella Colonna Buenaventura Durruti, formazione anarchica. Combatte prima sul cruento fronte aragonese, poi a Barcellona, all'epoca in cui (maggio 1937) anarchici e comunisti antistalinisti si scontrano, armi in pugno, con i comunisti di osservanza stalinista. In quel periodo vengono assassinati Camillo Berneri e Francesco Barbieri.

## L'esilio
Dopo la caduta della Catalogna nel gennaio 1939, ha inizio per Abel Paz l'esilio in Francia, dove viene internato. Nel corso degli anni quaranta combatte sia nella resistenza francese contro il nazifascismo che nella resistenza anarchica spagnola contro Franco. Nel 1942 viene arrestato a Barcellona per la sua attività anti franchista e condannato a sette anni di prigione. Nel 1947, riconquista la libertà e continua la sua attività politica.
Abel Paz è l'autore di numerosi studi sulla storia degli anarchici, il più importante dei quali è la biografia di Buenaventura Durruti, pubblicata in svariate edizioni e numerose traduzioni.